# نازان ساعتجی
نازان ساعتجی (انگلیسی: Nazan Saatci؛ زادهٔ ۲۲ ژوئن ۱۹۵۸) بازیگر اهل ترکیه است. وی از سال ۱۹۷۹ میلادی تاکنون مشغول فعالیت بوده است.